# إريكا كانينغهام
إيريكا أليسيا كونينغهام رودريغيز (ولدت في 25 مارس 1993) هي لاعبة كرة قدم محترفة تلعب في مركز المدافعة لصالح نادي أثلون تاون في الدوري الأيرلندي الممتاز للسيدات. وُلدت في الولايات المتحدة، وتمثل منتخب نيكاراغوا الوطني للسيدات. لعبت كونينغهام سابقًا بشكل احترافي في أوروبا لصالح إف إف لوغانو، وزيورخ ونادي نورشوبينغ. تشتهر بلياقتها البدنية، وقوتها البدنية على الكرة، وقدرتها على استخدام كلتا قدميها.

## مسيرة الشباب
لعبت كونينغهام لصالح سانتا روزا يونايتد قبل الانتقال إلى كلية سانتا روزا جونيور حيث فازت ببطولة الولاية. انتقلت للدراسة في جامعة سان فرانسيسكو وتمثيل فريق سان فرانسيسكو دونس في القسم الأول من الرابطة الوطنية لرياضة الجامعات.

## مسيرة الأندية
بدأت كونينغهام مسيرتها الكروية الاحترافية مع إف إف لوغانو 1976 بين عامي 2017 و 2019 في الدوري السويسري الممتاز للسيدات قبل الانتقال إلى المنافس إف سي زيورخ لموسم 2019/20. لعبت لصالح زيورخ في موسم 2019/20 من دوري أبطال أوروبا للسيدات.
في 13 يوليو 2021، تم التوقيع معها من قبل فريق آي إف كي نورشوبينغ السويدي في إليتان.
في 28 يناير 2022، تم التوقيع مع كونينغهام من قبل بلاكبيرن روفرز بعقد قصير الأجل للفترة المتبقية من موسم بطولة الاتحاد الإنجليزي للسيدات 2021–22.
في 2023، انضمت إلى نادي شعلة الشرقية في الدوري السعودي الممتاز للسيدات.
في 2024، انضمت إلى أثلون تاون في الدوري الأيرلندي الممتاز.

## المسيرة الدولية
كونينغهام مؤهلة للعب إما لصالح الولايات المتحدة، أو جمهورية أيرلندا، أو أيرلندا الشمالية، أو المكسيك أو نيكاراغوا. لعبت أول مباراة لها مع الأخير في 14 يوليو 2024 كبديلة في الشوط الثاني في مباراة ودية انتهت بالتعادل السلبي 0–0 على أرضها ضد بنما.

## الحياة الشخصية
تستطيع كونينغهام التحدث بالصينية. هي من أصول مكسيكية، وأيرلندية، ونيكاراغوية.